# Eurosur
Eurosur (englisch European border surveillance system, deutsch Europäisches Grenzüberwachungssystem) ist ein Überwachungssystem der Europäischen Union, bei dem Drohnen, Aufklärungsgeräte, Offshore-Sensoren, hochauflösende Kameras und Satellitensuchsysteme eingesetzt werden, um die illegale Einwanderung in die EU-Mitgliedsländer zu überwachen. Der Beginn des Programms wurde vom Europaparlament am 10. Oktober 2013 beschlossen. Am 2. Dezember 2013 wurde das System zunächst in 18 EU-Staaten und Norwegen gestartet.
Das System ist eine Entwicklung von Frontex, ist primär ein Programm zum Informationsaustausch, welches die Kooperation nationaler Grenzbehörden unterstützt. Ziel ist es, möglichst früh Erkenntnisse über aktuelle Flüchtlingsbewegungen und Schlepperorganisationen zu erhalten.
Des Weiteren wurde die „Rettung von in Not geratenen Menschen“ ebenfalls in die Eurosur-Verordnung aufgenommen.

## Kritik und Kosten
Das Programm wird zum Teil von unterschiedlichen Seiten kritisiert, besonders deswegen, weil der Lebensrettungsaspekt (z. B. Seenotrettung von Flüchtlingen aus havarierten Booten) hinter dem der Überwachung zurückbleibt.
Mit Stand von Oktober 2013 werden 244 Millionen Euro aus dem Haushalt der Europäischen Union für Installation und Betrieb des Systems über sieben Jahre von 2014 bis 2020 bereitgestellt. Kritiker befürchten hingegen, dass das Projekt eher eine Milliarde kosten wird. In anderen Quellen ist von 340 Millionen Euro die Rede.